# فرانسواز لانج
فرانسواز لانج (بالفرنسية: Anne Françoise Elisabeth Lange )‏ (و. 1772 – 1816 م) هي ممثلة، وعارضة فنية، من فرنسا، ولدت في جنوة، توفيت عن عمر يناهز 44 عاماً.

## مناصب
تولت منصب شريك في المسرح الوطني الفرنسي ‏ (منذ 1793).

## مناصب وهيئات
أدارت المسرح الوطني الفرنسي (2 أكتوبر 1788–31 يوليو 1793).